# Ron Wyden
Ronald Lee Wyden, dit Ron Wyden, né le 3 mai 1949 à Wichita (Kansas), est un homme politique américain. Membre du Parti démocrate, il est élu représentant en 1980, puis sénateur en 1996, de l'Oregon au Congrès des États-Unis.

## Biographie

### Vie privée
Né de parents juifs qui peuvent fuir l'Allemagne nazie, son père est expulsé de l'école, en tant que juif. Wyden perd des membres de sa famille durant la nuit de Cristal.
Il est diplômé de l'université de Californie, de Stanford et de l'école de droit de l'université de l'Oregon et enseigne la gérontologie dans plusieurs universités. Il réside à Portland, Oregon avec sa femme et ses deux enfants.

### Représentant des États-Unis
En 1981, Ron Wyden est élu à la Chambre des représentants des États-Unis, succédant à Robert B. Duncan, dans le 3e district de l'Oregon. Il est constamment réélu jusqu'à son entrée au Sénat des États-Unis en 1996.

### Sénateur des États-Unis

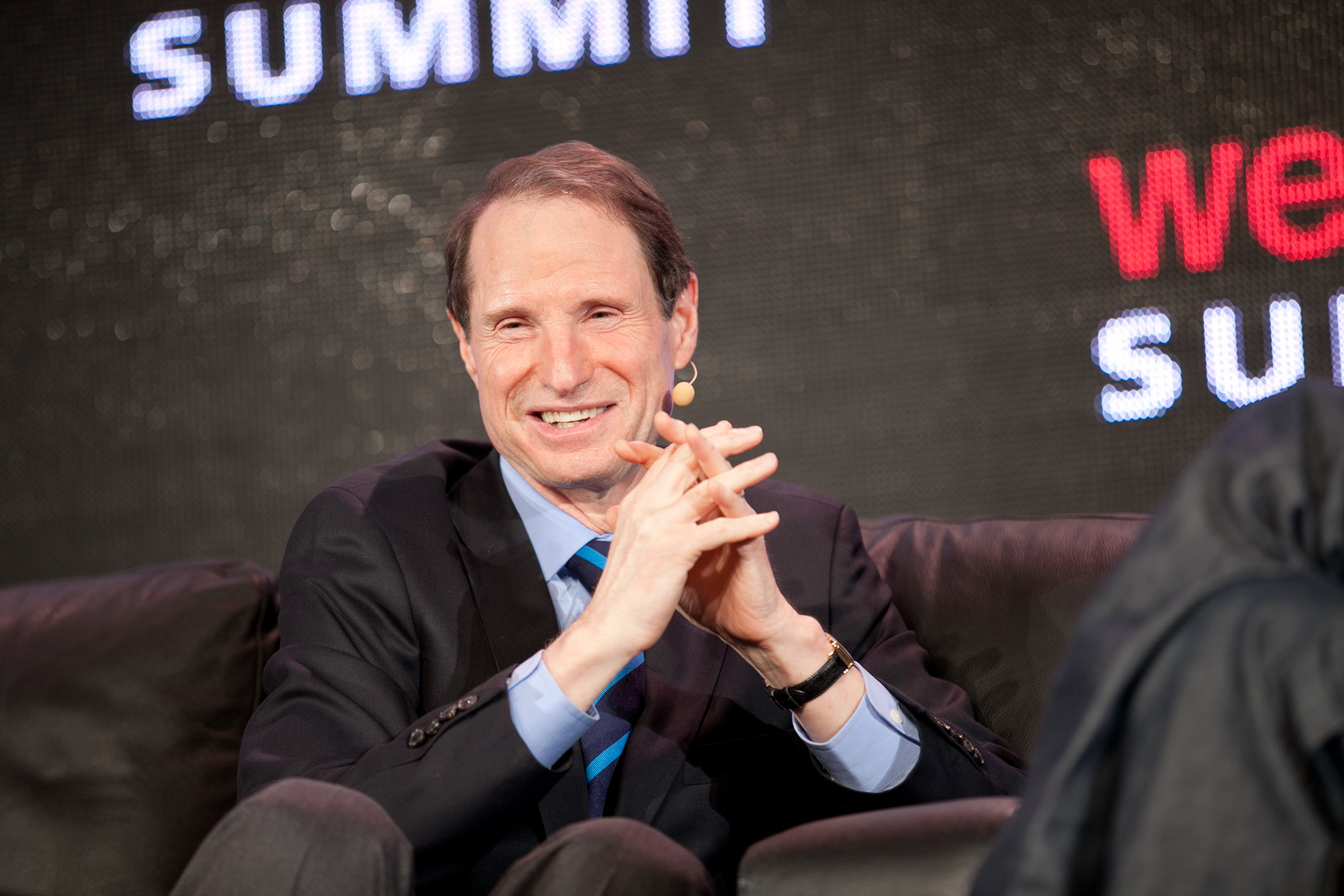
Ron Wyden en 2011.

Lors d'une élection partielle de janvier 1996, il est élu au Sénat au siège laissé vacant par le républicain Bob Packwood, qui est autrefois celui de son mentor, Wayne Morse, le dernier sénateur démocrate de l'État battu alors, en 1968, par ce même Packwood. Ron Wyden est élu contre Gordon Smith, alors président républicain du Sénat de l'Oregon et qui sera plus tard élu à l'autre siège de sénateur fédéral de l'État.
Wyden est membre de plusieurs commissions du Sénat, dont celles des Finances (président de 2014 à 2015 et depuis 2021) et des Ressources naturelles (président de 2013 à 2014), ainsi que celle des Renseignements. Réélu en 1998 pour un mandat complet, il obtient 64 % des suffrages lors de sa réélection de 2004 contre 31 % au républicain Al King. En 2010, il est crédité de 57 % des votes contre Jim Huffman qui en recueille 39 %, ce qui lui permet d'être une nouvelle fois réélu. Lors des élections de 2016, il est réélu avec plus de 56 % des voix contre Mark Callahan (33 %).